# Israel-Premier Tech
Israel-Premier Tech ist ein israelisches Radsportteam mit Sitz in Tel Aviv.

## Geschichte
Die Mannschaft wurde 2015 als Cycling Academy Team gegründet und nahm zunächst als UCI Continental Team an den UCI Continental Circuits teil. Die Mannschaft fuhr ab 2016 und 2019 mit einer Lizenz als UCI Professional Continental Team.
Manager war zunächst der ehemalige Radrennfahrer Ran Margaliot. Das Team wurde nach einem Treffen des späteren Managers und radsportbegeisterten Unternehmers Ron Baron im Jahr 2014 mit dem Ziel gegründet, den Radsport in Israel zu fördern. Im Jahr 2016 stieß der Immobilienmilliardär Sylvan Adams zum Projekt, dessen aus Rumänien stammender Vater, nachdem er ein NS-Arbeitslager überlebt hatte, über die Türkei und Palästina nach Kanada emigrierte, wo die Familie zu Reichtum kam. Sein Sohn Sylvan zog 2016 nach Israel. Er unterstützte den Start des Giro d’Italia 2018 mit drei Etappen in Israel mit erheblichen finanziellen Mitteln. Die Mannschaft nahm mit diesem Rennen erstmals an einer Grand Tour teil.
Sportliche Leiter waren zunächst Dror Pekatch und Ján Valach, die zur Saison 2016 vom ehemaligen Tour-de-France-Etappensieger Nicki Sørensen abgelöst wurden.
2017 verpflichtete das Team den türkischen Zeitfahrmeister Ahmet Örken. Seine Familie wurde deshalb in der Türkei aus politischen Gründen derart unter Druck gesetzt, dass Örken darum bat, seinen Vertrag wieder aufzulösen.
Anfang Oktober 2019 wurde bekanntgegeben, dass die Eigner der Israel Cycling Academy die Betreibergesellschaft des Teams Katusha Alpecin Katusha Management und damit die WorldTour-Lizenz und die bestehenden Verträge dieses Teams übernehme. Der Teammanager der Israel Cycling Academy, Kjell Carlström, werde diese Position bei Katusha Management ausüben. Im Dezember 2019 registrierte die UCI die Mannschaft als WorldTeam für die Saisons 2020–2022. In diesem Zusammenhang wurde bekannt, dass der Name wegen des neuen Namenssponsors Start-Up Nation Central, einer israelischen Nonprofit-Organisation, die israelische Start-up-Unternehmen unterstützt, in Israel Start-Up Nation umbenannt wird. Im Jahr 2020 ging das Team eine Kooperation in den Bereichen Marketing und Produktentwicklung mit dem Formel-1-Rennstall Williams F1 ein. Zur Saison 2020 wechselte der vierfache Tour-de-France-Sieger, Chris Froome, zu Israel Start-Up Nation.
Als Farmteam besteht seit 2020 unter dem Namen Israel Cycling Academy ein Development Team.
Im Januar 2022 wurde bekanntgegeben, dass der kanadische Verpackungsmaschinenhersteller Premier Tech zum neuen Namenssponsor und das Team in Israel-Premier Tech umbenannt werde. Im Vorjahr 2021 war Premier Tech noch Namenssponsor von Astana-Premier Tech gewesen.
Das Team verlor nach Ablauf der Saison 2022 den Status als WorldTeam und wurde als ProTeam lizenziert. Auf Grund der Weltranglistenposition hatte das Team jedoch für 2023 automatisches Startrecht bei allen WorldTour-Rennen außer den Grand Tours. 2023 und 2024 etablierte sich das Team als zweitbestes ProTeam, so dass es für 2024 und 2025 eine automatische Einladung für alle WorldTour-Rennen erhielt und gute Voraussetzungen für eine erneute Lizenzierung als WorldTeam ab 2026 schuf. Dabei gelangen dem Team unter anderem jeweils ein Etappenerfolg bei der Tour de France 2023 und bei der Vuelta a España 2024.

## UCI-Weltranglisten-Platzierungen
| World Ranking | World Ranking | World Ranking            | World Ranking |
| Jahr          | Teamwertung   | Einzelwertung            |               |
| ------------- | ------------- | ------------------------ | ------------- |
| 2016          | —             | Mihkel Räim (232. )      |               |
| 2017          | —             | Guillaume Boivin (181. ) |               |
| 2018          | —             | Ben Hermans (65. )       |               |
| 2019          | 19.           | Tom Van Asbroeck (90. )  |               |
| 2020          | 22.           | Daniel Martin (29. )     |               |
| 2021          | 10.           | Michael Woods (13. )     |               |
| 2022          | 19.           | Dylan Teuns (32. )       |               |
| 2023          | 16.           | Michael Woods (47. )     |               |
| 2024          | 9.            | Corbin Strong (39. )     |               |
|               |               |                          |               |
| Quelle: UCI   |               |                          |               |

## Mannschaft 2025
| Teamkader 2025                         | Teamkader 2025     | Teamkader 2025         | Teamkader 2025                                  |
| Name                                   | Geburtsdatum       | Land                   | Vorheriges Team                                 |
| -------------------------------------- | ------------------ | ---------------------- | ----------------------------------------------- |
| Pascal Ackermann                       | 17. Januar 1994    | Deutschland            | UAE Team Emirates (2023)                        |
| George Bennett                         | 7. April 1990      | Neuseeland             | UAE Team Emirates (2023)                        |
| Joseph Blackmore                       | 23. Februar 2003   | Vereinigtes Königreich | Israel Premier Tech Academy (2024)              |
| Guillaume Boivin                       | 25. Mai 1989       | Kanada                 | Optum-Kelly Benefit Strategies (2015)           |
| Simon Clarke                           | 18. Juli 1986      | Australien             | Qhubeka NextHash (2021)                         |
| Pier-André Côté                        | 24. April 1997     | Kanada                 | Israel Premier Tech Academy (2024)              |
| Itamar Einhorn                         | 20. September 1997 | Israel                 | Côtes d'Armor-Marie Morin-Véranda Rideau (2019) |
| Marco Frigo                            | 2. März 2000       | Italien                | Israel Cycling Academy (2022)                   |
| Chris Froome                           | 20. Mai 1985       | Vereinigtes Königreich | Ineos Grenadiers (2020)                         |
| Jakob Fuglsang (1. Jan.–1. Jun., Anm.) | 22. März 1985      | Dänemark               | Astana-Premier Tech (2021)                      |
| Derek Gee                              | 3. August 1997     | Kanada                 | Israel Cycling Academy (2022)                   |
| Jan Hirt                               | 21. Januar 1991    | Tschechien             | Soudal Quick-Step (2024)                        |
| Hugo Hofstetter                        | 13. Februar 1994   | Frankreich             | Arkéa-Samsic (2023)                             |
| Hugo Houle                             | 27. September 1990 | Kanada                 | Astana-Premier Tech (2021)                      |
| Oded Kogut                             | 14. Februar 2001   | Israel                 | Israel Premier Tech Academy (2023)              |
| Matis Louvel                           | 19. Juli 1999      | Frankreich             | Arkéa-B&B Hotels (2024)                         |
| Alexei Luzenko                         | 7. September 1992  | Kasachstan             | Astana Qazaqstan Team (2024)                    |
| Krists Neilands                        | 18. August 1994    | Lettland               | Axeon-Hagens Berman (2016)                      |
| Riley Pickrell                         | 16. August 2001    | Kanada                 | Israel Premier Tech Academy (2023)              |
| Nadav Raisberg                         | 29. März 2001      | Israel                 | Israel Premier Tech Academy (2023)              |
| Matthew Riccitello                     | 5. März 2002       | Vereinigte Staaten     | Hagens Berman Axeon (2022)                      |
| Nick Schultz                           | 13. September 1994 | Australien             | Team BikeExchange-Jayco (2022)                  |
| Michael Schwarzmann                    | 7. Januar 1991     | Deutschland            | Lotto Dstny (2023)                              |
| Riley Sheehan                          | 16. Juni 2000      | Vereinigte Staaten     | Denver Disruptors (2023)                        |
| Jake Stewart                           | 2. Oktober 1999    | Vereinigtes Königreich | Groupama-FDJ (2023)                             |
| Corbin Strong                          | 30. April 2000     | Neuseeland             | SEG Racing Academy (2021)                       |
| Tom Van Asbroeck                       | 19. April 1990     | Belgien                | EF Education First-Drapac (2018)                |
| Ethan Vernon                           | 26. August 2000    | Vereinigtes Königreich | Soudal Quick-Step (2023)                        |
| Stephen Williams                       | 9. Juni 1996       | Vereinigtes Königreich | Bahrain Victorious (2022)                       |
| Michael Woods                          | 12. Oktober 1986   | Kanada                 | EF Pro Cycling (2020)                           |
| Floris Van Tricht (18. Jul.–31. Dez.)  | 23. Juni 2001      | Belgien                | Israel Premier Tech Academy (2025)              |
|                                        |                    |                        |                                                 |
| Quelle: ProCyclingStats                |                    |                        |                                                 |

Anmerkung: Jakob Fuglsang, Karriereende des Sportlers